# نیلکی معطر
نیلکی معطر (نام علمی: Tephrosia odorata) نام یک گونه از سرده نیلکی است.